# 希莫加
希莫加（卡纳达语：Shimoga ಶಿವಮೊಗ್ಗ），為印度的城市，位于卡纳塔克邦东部的希莫加縣，為該縣的首府。希莫加面積為70.01平方公里，2011年時人口為322,505人。此城市之海拔為569米。